# Boom Gaspar
Kenneth E. Gaspar známý jako Boom Gaspar (* 3. února 1953) je americký hudebník, klavírista, klávesista a varhanista, který od roku 2002 působí v rockové skupině Pearl Jam.

## Diskografie

### Pearl Jam
| Rok  | Název                                                         | Vydavatel     | Písně                                        |
| ---- | ------------------------------------------------------------- | ------------- | -------------------------------------------- |
| 2002 | Riot Act                                                      | Epic          | různé                                        |
| 2003 | 2003 Official Bootlegs (Australia, Japan, and North America)  | Epic          | různé                                        |
| 2003 | Big Fish: Music from the Motion Picture                       | Sony          | "Man of the Hour"                            |
| 2004 | Hot Stove, Cool Music, Vol. 1                                 | Fenway        | "Bu$hleaguer" (live)                         |
| 2004 | Live at Benaroya Hall                                         | BMG           | různé                                        |
| 2004 | For the Lady                                                  | Rhino/WEA     | "Better Man" (live)                          |
| 2004 | rearviewmirror (Greatest Hits 1991–2003)                      | Epic          | "I Am Mine", "Save You", a "Man of the Hour" |
| 2005 | 2005 Official Bootlegs (North America and South America)      | Ten Club      | různé                                        |
| 2006 | Pearl Jam                                                     | J             | různé                                        |
| 2006 | 2006 Official Bootlegs (North America, Europe, and Australia) | Ten Club      | různé                                        |
| 2007 | Live at the Gorge 05/06                                       | Rhino/WEA     | různé                                        |
| 2007 | Live at Lollapalooza 2007                                     |               | různé                                        |
| 2008 | 2008 United States Official Bootlegs                          | Kufala        | různé                                        |
| 2009 | 2009 Official Bootlegs                                        |               | různé                                        |
| 2010 | 2010 Official Bootlegs                                        |               | různé                                        |
| 2013 | Lightning Bolt                                                | Monkey Wrench | "Sirens" a další                             |